# حسيبة رشدي
حسيبة رشدي (10 يناير 1918  - 26 سبتمبر 2012)، مغنية وممثلة تونسية. سجلت أول ألبوماتها في باريس مع محمد الجموسي ومحمد التريكي الذي تزوجها لفترة. سافرت في الأربعينات إلى مصر حيث كانت أول تونسية تحصل هناك على دور البطولة الأولى من خلال فيلم دماء في الصحراء مع عماد حمدي وإبراهيم عمارة ومحمد توفيق. ثم قامت ببطولة فيلم طريق الشوك مع حسين صدقي، تركت مصر إثر زواجها من ضابط أمريكي وعاشت لفترة في نيويورك قبل أن تعود لتونس في الخمسينات. شاركت في عدد من الأفلام التونسية ابتداءً من الستينات مثل فيلم "الثائر" سنة 1968 وفيلم "صراخ" سنة 1972 لعمار الخليفي و"تحت مطر الخريف" سنة 1969 لأحمد خشين و"يا سلطان المدينة" للمنصف ذويب سنة 1992. من أغانيها "محلاها تذبيلت عينك" و" العشاڨة" و"آش بتريد من قلبي يا خاين" و"جسمي بعيد عليك".
هي إحدى المطربات اللاتي قدمن ثنائيات غنائية مع عبد الحليم حافظ في بداية مشواره الفني.

## وصلة خارجية
- حسيبة رشدي على موقع IMDb (الإنجليزية)
- حسيبة رشدي على موقع قاعدة بيانات الأفلام العربية
- حسيبة رشدي على موقع ميوزك برينز (الإنجليزية)
- حسيبة رشدي على موقع ديسكوغز (الإنجليزية)
- حسيبة رشدي على موقع قاعدة بيانات الفيلم (الإنجليزية)